# Réseau hydrographique du Kymijoki
Le réseau hydrographique du fleuve Kymijoki (finnois : Kymijoen vesistö) est le réseau hydrographique du fleuve Kymijoki en Finlande.

## Présentation
Le Kymijoki se déverse dans le golfe de Finlande. La superficie du réseau hydrographique du Kymijoki est de 37 158,74 km2 dont 18,34 % de surface lacustre.
Le réseau s'étend principalement dans la Vallée de la Kymi, le Päijät-Häme et la Finlande centrale.
Certains cours d'eau du réseau s'écoulent aussi en Carélie du Sud, Savonie du Sud et en Savonie du Nord,.
Ses lacs principaux sont le Päijänne, le Keitele et le Puula. Le réseau s'étend principalement dans les régions de Kymenlaakso, Päijät-Häme et de Finlande centrale.

## Divisions
Le bassin hydrographique est constitué des zones ou bassins versants suivants:
- Zone du Kymijoki (14.1)
- Zone du Suur-Päijännne (14.2)
- Zone de Leppävesi–Kynsivesi (14.3)
- Bassin versant du cours d'eau de Viitasaari (14.4)
- Bassin versant du cours d'eau de Jämsä (14.5)
- Bassin versant du cours d'eau de Saarijärvi (14.6)
- Bassin versant du cours d'eau de Rautalampi (14.7)
- Bassin versant du cours d'eau de Sysmä (14.8)
- Bassin versant du cours d'eau de Mäntyharju (14.9)

## Canaux du réseau hydrographique du Kymijoki

### Canaux à écluses

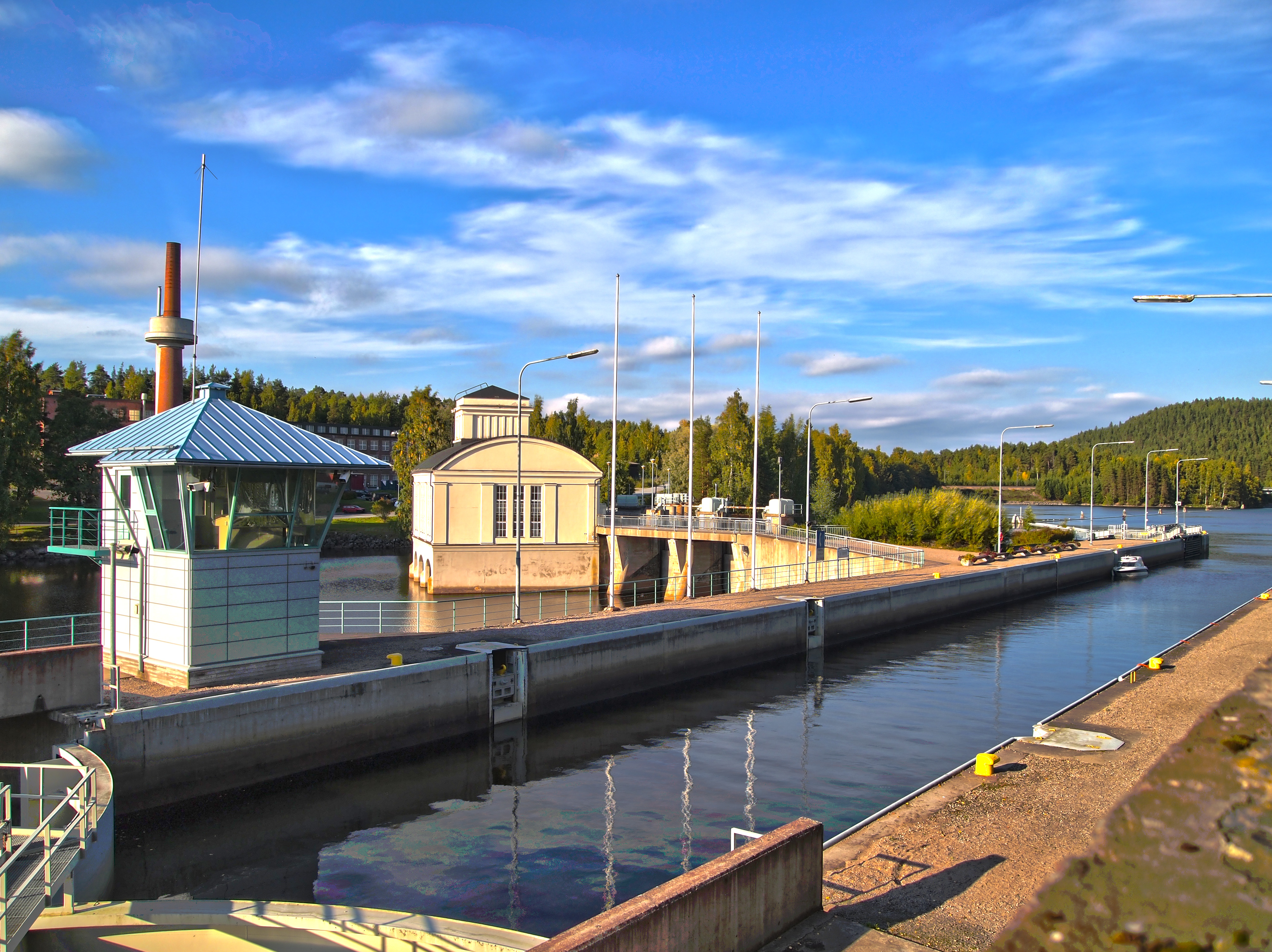
Canal de Vaajakoski

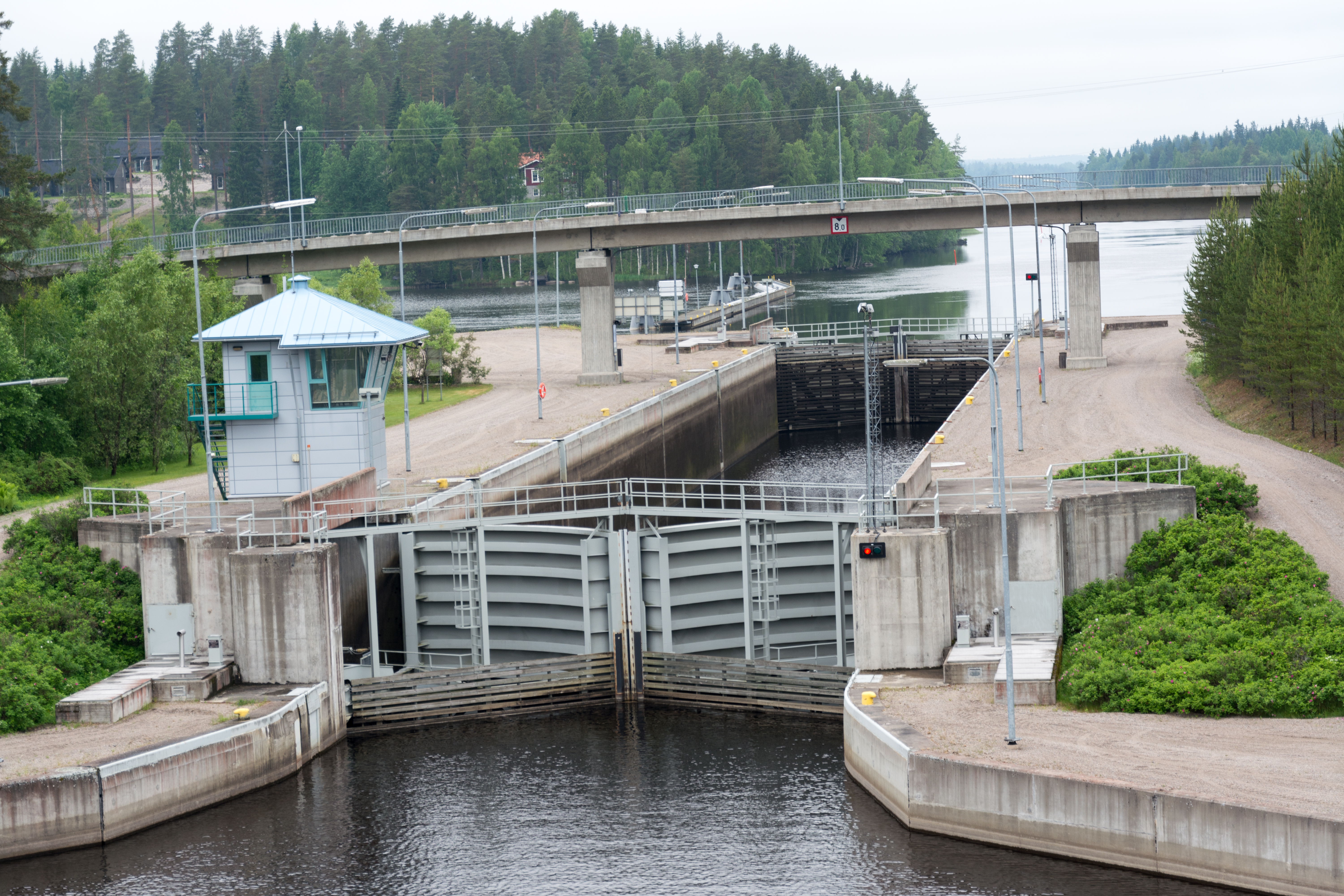
Écluse de Kuusaa.

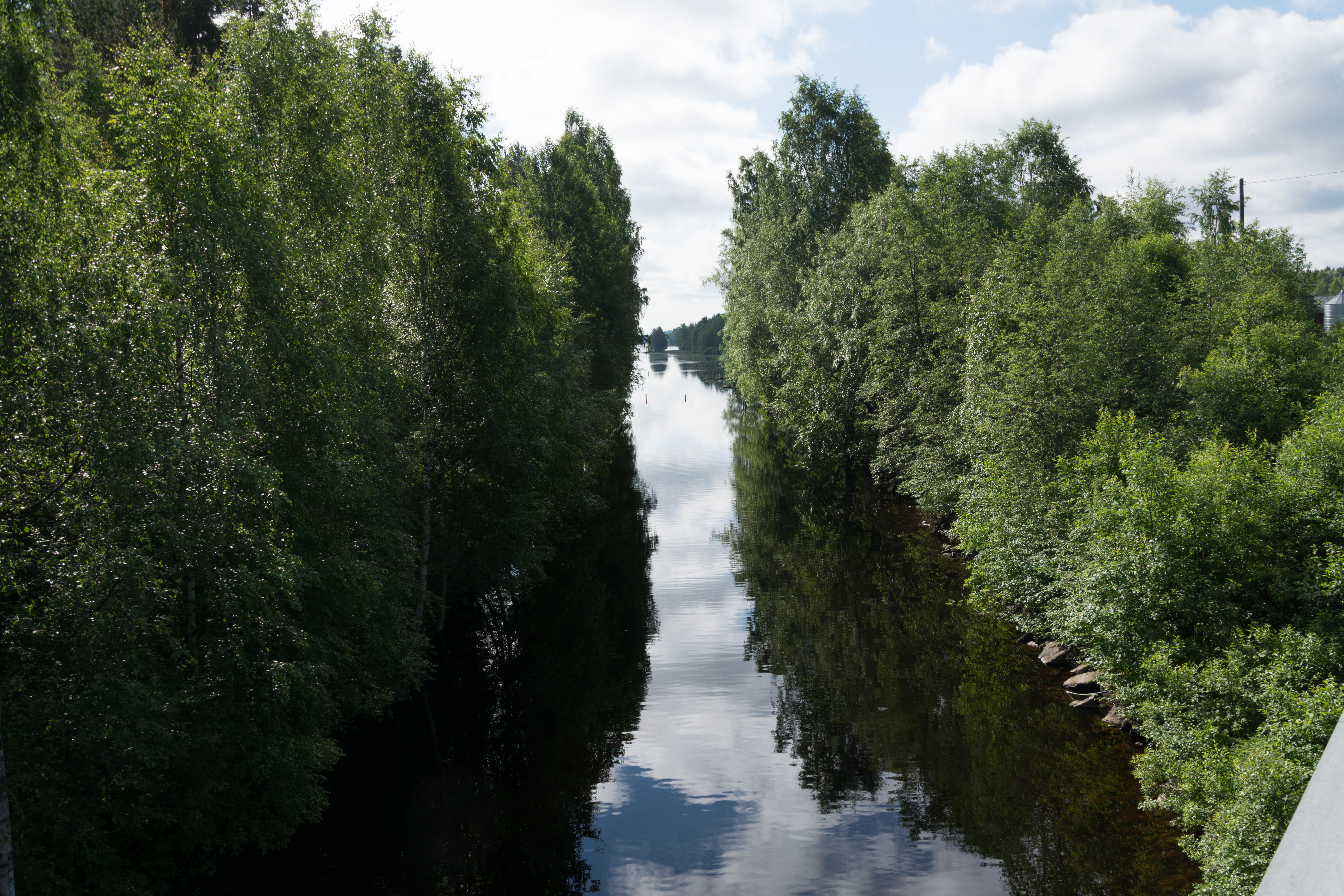
Canal de Kuttakoski.

- Canal de Vääksy, Asikkala
- Canal de Kalkkinen, Asikkala
- Canal de Keitele
  - Écluse de Vaajakoski, Jyväskylä
  - Écluse de Kuhankoski, Laukaa
  - Écluse de Kuusaa, Laukaa
  - Écluse de Kapeenkoski, Äänekoski
  - Écluse de Paatela, Äänekoski
- Canal de Neituri (fi), Konnevesi
- Canal de Kiesimä (fi), Rautalampi
- Canal de Kerkonkoski (fi), Rautalampi
- Canal de Kolu (fi), Tervo
- Canal de Pyhäkoski (fi), Mäntyharju

### Canaux ouverts pour le chenal principal
- Canal de Listonsalmi (fi), Äänekoski
- Canal de Säynätsalmi (fi), Rautalampi
- Canal de Kuttakoski, Karttula
- Canal de Säviänvirta (fi), Pielavesi

### Autres canaux ouverts
- Canal de Kellosalmi (fi), Mikkeli
- Canal de Likasti (fi), Mikkeli
- Canal de Suonsalmi (fi), Hirvensalmi
- Canal de Vaimossalmi (fi), Kangasniemi
- Canal de Kivisilmä (fi), Valkeala

### Canaux de flottage du bois
- Rutapohjan kanava, Leivonmäki
- Salmelan kanava, Leivonmäki
- Kimolan kanava, Jaala, Iitti

Ces canaux de flottage sont tous désaffectés.